# Cerkiew św. Aleksandra Newskiego w Benderach
Cerkiew św. Aleksandra Newskiego – prawosławna cerkiew w Benderach, na terenie kompleksu twierdzy w Benderach, w dekanacie benderskim eparchii tyraspolskiej i dubosarskiej Mołdawskiego Kościoła Prawosławnego.

## Historia
Cerkiew została wyświęcona w 1833 jako świątynia wojskowa na terenie twierdzy w Benderach, w obecności cara Mikołaja I. W 1877 budowlę odwiedził car Aleksander II, a po 1894 także car Mikołaj II z rodziną. W sąsiedztwie świątyni, oprócz domu służącego w niej duchownego, znajdował się pawilon gościnny przeznaczony dla cara. Duchowieństwo cerkwi św. Aleksandra Newskiego opiekowało się także kaplicą na cmentarzu wojskowym w Benderach. 
Cerkiew została zamknięta po 1940. Jej budynek zamieniono na klub żołnierski. Podczas II wojny światowej świątynię na krótko przywrócono do użytku liturgicznego. Po powtórnym zamknięciu cerkiew nie była użytkowana i popadła w niemal całkowitą ruinę. Na początku XXI w. z obiektu pozostały jedynie ściany. Władze Naddniestrza postanowiły ją odbudować w 2007, gdy podjęto prace nad urządzeniem centrum historyczno-turystycznego na terenie twierdzy w Benderach.
Prace przy budowie świątyni ukończono w 2011. 6 lipca 2011 w cerkwi odprawiono pierwszą po remoncie Świętą Liturgię, a na centralnej kopule ustawiono krzyż. Na uroczystości obecny był prezydent Naddniestrza Igor Smirnow oraz minister spraw wewnętrznych nieuznawanej republiki Wadim Krasnosielski. Ołtarz w świątyni konsekrował 12 września tego samego roku biskup tyraspolski Sawa. W 2013, po zakończeniu wykonywania malowideł ściennych w cerkwi, w uroczystości w świątyni brał udział kolejny prezydent Naddniestrza Jewgienij Szewczuk.

## Architektura
Cerkiew jest murowana. Została wzniesiona na planie krzyża z dobudowaną od frontu dzwonnicą, w stylu nawiązującym do architektury bizantyńskiej. W nabożeństwie w niej równocześnie może brać udział 600 osób.